# 끄므가르현
끄므가르현(베트남어: Huyện Cư M'gar / 縣格穆阿)은 베트남 중부 고원 지방 닥락성의 현이다.

## 행정 구역
끄므가르현은 2시진, 15사를 관할하고 있다.

### 시진
- 꽝푸 시진 (Thị trấn Quảng Phú, 廣富市鎭)
- 애아뽁 시진 (Thị trấn Ea Pốk, 亞博市鎭)

### 사
- 끄즐리에므농 사 (Xã Cư Dliê M'nông, 格热列姆農社)
- 끄므가르 사 (Xã Cư M'gar, 格穆阿社)
- 끄수에 사 (Xã Cư Suê, 格水社)
- 꾸오르당 사 (Xã Cuôr Đăng, 果當社)
- 애아즈렁 사 (Xã Ea Drơng, 亞热仁社)
- 애아흐딘 사 (Xã Ea H'đinh, 亞黑丁社)
- 애아끼엣 사 (Xã Ea Kiết, 亞結社)
- 애아끄빰 사 (Xã Ea Kpam, 亞克邦社)
- 애아꾸에 사 (Xã Ea Kuêh, 亞貴社)
- 애아므드로흐 사 (Xã Ea M'dróh, 亞姆热若社)
- 애아므낭 사 (Xã Ea M'nang, 亞姆囊社)
- 애아따르 사 (Xã Ea Tar, 亞達社)
- 애아뚤 사 (Xã Ea Tul, 亞都社)
- 꽝히엡 사 (Xã Quảng Hiệp, 廣協社)
- 꽝띠엔 사 (Xã Quảng Tiến, 廣進社)